# Sandshrew
Sandshrew (japanski: Sando) jedan je od 1025 fiktivnih vrsta Pokémona iz medijske franšize Pokémon, skupa Pokémon videoigara, animiranih serija, manga stripova, knjiga, igraćih karata i drugih medija kojima je tvorac Satoshi Tajiri. Svrha je Sandshrewa u videoigrama, animiranoj seriji i manga stripovima, kao i svrha ostalih Pokémona, borba s divljim Pokémonima – neukroćenim stvorenjima koje igrači i likovi pronalaze dok kreću na razne avanture – i pripitomljenim Pokémonima drugih Pokémon trenera.

## Etimologijaimena
Ime Sandshrew kombinacija je engleskih riječi "sand" = pijesak, odnoseći se na njegov Zemljani tip, i "shrew" = rovka, odnoseći se na životinju na kojoj se djelomično temelji lik Sandshrewa.
Njegovo japansko ime, Sando, jednostavno se odnosi na englesku riječ "sand" = pijesak.

## Pokédex podaci
- Pokémon Red i Blue: Kopa jazbine duboko pod zemljom u suhim podnebljima daleko od vode. Izlazi na površinu samo tijekom potrage za plijenom.
- Pokémon Yellow: Njegovo je tijelo veoma suho. Kada uvečer zahladi, njegovo tijelo biva obavijeno finim slojem rose.
- Pokémon Gold: Ako padne s velikih visina, ovaj se Pokémon spašava posebnom tehnikom – sklupča se u lopticu, a zatim odskače od podloge.
- Pokémon Silver: Ne voli vodu, te stoga živi unutar jazbina u suhim područjima. Trenutno je sposoban sklupčati se u zaštitno klupko.
- Pokémon Crystal: Naklonjen je suhim i pjeskovitim podnebljima jer se koristi pijeskom kako bi se zaštitio u opasnosti.
- Pokémon Ruby: Sandshrewovo je tijelo prilagođeno upijanju vode bez ikakve suvišne potrošnje, što mu istovremeno dopušta da preživljava u suhim pustinjama. Ovaj se Pokémon često sklupča kako bi se zaštitio od napadača.
- Pokémon Sapphire: Sandshrew ima veoma suhu kožu koja je iznimno otporna. Sposoban je sklupčati se u zaštitno klupko koje odbija bilo koji napad. Tijekom noći, ukopava se u pustinjski pijesak gdje spava.
- Pokémon Emerald: Kada se sklupča u zaštitnu loptu, sposoban je oduprijeti se bilo kojem napadu. Njegova se koža prilagodila pustinjskom životu te postala suha i čvrsta.
- Pokémon FireRed: Živi u podzemlju. Kada je u opasnosti, sklupča se u zaštitno klupko.
- Pokémon LeafGreen: Kopa jazbine duboko pod zemljom u suhim podnebljima daleko od vode. Izlazi na površinu samo tijekom potrage za plijenom.
- Pokémon Diamond/Pearl: Sklupča se kako bi se zaštitio od napadača. Živi u suhim podnebljima s jako malo kišnih razdoblja.

## U videoigrama
Sandshrew je dostupan u svim generacijama Pokémon videoigara. U prvoj generaciji igara, endem je za Pokémon Blue inačicu, dok je u igrama druge generacije endem za Pokémon Silver inačicu. U preradama igara prve generacije, isključivo ga se pronalazi u igri Pokémon LeafGreen.
Sandshrew je sposoban razviti se u Sandslasha nakon dostizanja 22. razine. 

## Tehnike
| Prirodne tehnike                   | Prirodne tehnike | Prirodne tehnike |
| ---------------------------------- | ---------------- | ---------------- |
| Tehnika                            | Vrsta tehnike    | Razina           |
| Grebanje (Scratch)                 | Normalni         |                  |
| Obrambeno kovrčanje (Defense Curl) | Normalni         |                  |
| Napad pijeskom (Sand-Attack)       | Zemljani         | 7                |
| Otrovna bodlja (Poison Sting)      | Otrovni          | 9                |
| Brza vrtnja (Rapid Spin)           | Normalni         | 13               |
| Brzi okret (Swift)                 | Normalni         | 15               |
| Bijesno udaranje (Fury Swipes)     | Normalni         | 19               |
| Kotrljanje (Rollout)               | Kameni           | 21               |
| Bijesni rezač (Fury Cutter)        | Buba             | 25               |
| Pješčana grobnica (Sand Tomb)      | Zemljani         | 27               |
| Razrezivanje (Slash)               | Normalni         | 31               |
| Žiro lopta (Gyro Ball)             | Čelični          | 33               |
| Pješčana oluja (Sandstorm)         | Kameni           | 37               |

## Statistike
| HP:      | 50 |  |
| Attack:  | 75 |  |
| Defense: | 85 |  |
| Special: | 30 |  |
| SpAtk:   | 20 |  |
| SpDef:   | 30 |  |
| Speed:   | 40 |  |

Statistika Special korištena je samo tijekom prve generacije; kasnije je podijeljenja na Special Attack i Special Defense statistike.

## U animiranoj seriji
Sandshrew se prvi puta pojavio u epizodi The Path to the Pokémon League. Posjedovao ga je Pokémon trener imena A.J. Unatoč njegovim prividno barbarskim metodama treniranja, Sandshrew mu je bio veoma odan. 
Mira, Pokémon trenerica prisutna i u Pokémon igrama četvrte generacije, moli Asha i njegove prijatelje da joj pomognu povratiti njenog Sandshrewa koji se izgubio na dnu umjetnog jezera u epizodi Sandshrew's Locker.